# Добаш антильський
Доба́ш антильський (Nesoctites micromegas) — вид дятлоподібних птахів родини дятлових (Picidae). Мешкає в Гаїті і Домініканській Республіці. Це єдиний представник монотипового роду Антильський добаш (Nesoctites). Антильські добаші генетично відділені від інших дятлів, через що науковці виділяють їх до окремої підродини Nesoctitinae. В бурштині, знайденому у Домініканській Республіці, науковці знайшли перо дятла з роду Nesoctites, що свідчить про те, що антильські дятли мешкають ізьольовано на Еспаньйолі принаймні 25 мільйонів років.

## Опис
Антильські добаші — відносно невеликі дятли, хоча і вдвічі більші за інших добашів. Їхня середня довжина становить 14-16 см, а вага 30 г. У самців тім'я жовте з червоною плямою посередині. Спина, шия і крила оливково-зелені, нижня частина тіла білувата, поцяткована темними смужками. Самиці мають дещо більші розміри, ніж самці, червоні плямі на передній частині тімені у них відсутні. Забарвлення молодих птахів є дещо тьмянішим. На відміну від дятлів з підродини Picinae, антильські добаші не барабанять по деревах, а гучно і швидко свистять.

## Підвиди
Виділяють два підвиди:
- N. m. micromegas (Sundevall, 1866) — острів Еспаньйола;
- N. m. abbotti Wetmore, 1928 — острів Гонав (на захід від Гаїті).

## Поширення і екологія
Антильські добаші живуть в сухих і вологих тропічних лісах, зокрема в лісах Pinus occidentalis з густим підліском, а також в сухих чагарникових заростях, мангрових лісах, на полях і плантаціях. Зустрічаються на висоті до 1800 м над рівнем моря, в соснових лісах переважно на висоті до 300 м над рівнем моря.

## Поведінка
Антильські добаші зустрічаються поодинці і парами. Живляться комахами, переважно мурахами і жуками, а також плодами. Шукають їжу в нижніх ярусах лісу, серед гілок і ліан, рідше на стовбурах дерев. Сезон розмноження триває з березня по липень. Антильські добаші є моногамними і територіальними, гніздять в дуплах. В кладці від 2 до 4 яєць.